# الدورو
الدورو در یمن است که در استان حضرموت واقع شده‌است.